# Улица Бутлерова (Москва)
Улица Бу́тлерова (название с 15 июля 1965 года) — улица в Юго-Западном административном округе города Москвы на территории района Коньково. Названа в честь российского учёного-химика А. М. Бутлерова (1826—1886), основоположника всемирно известной школы химиков-органиков. Проходит между улицей Академика Волгина и Севастопольским проспектом. Пересекает Профсоюзную и улицу Введенского. По ходу движения от улицы Академика Волгина справа примыкают улица Архитектора Белопольского и дублер Профсоюзной улицы. Длина — 2,2 км. Нумерация домов начинается со стороны улицы Академика Волгина.
До строительства участка Севастопольского проспекта южнее пересечения с Балаклавским проспектом в начале 1980-х годов была тупиковой и упиралась в Битцевский лесопарк.
На всём протяжении по чётной (южной) стороне жилая застройка, по нечётной (северной) — в основном научные учреждения, ведомственные и РАН.

## Здания и сооружения
- № 7 — 20-этажное здание междугородной телефонной станции (1970-е, архитектор Л. М. Колоскова)[3]